# Marínos Satsiás
Marínos Satsiás (en grec moderne : Μαρίνος Σατσιάς) est un footballeur international chypriote né à Nicosie le 24 mai 1978. Il joue au poste de milieu défensif. Satsiás fait ses débuts à l'APOEL Nicosie en 1995 à l'âge de dix-sept ans.

## Biographie
Il remporte sept Championnats de Chypre (1996, 2002, 2004, 2007, 2009, 2011 et 2013), cinq Coupes de Chypre (1996, 1997, 1999, 2006 et 2008) et huit Supercoupes de Chypre (1996, 1997, 2002, 2004, 2008, 2009, 2011, 2013). Il participe notamment à la campagne de l'APOEL en Ligue des champions de l'UEFA 2011-2012, qui se termine en quarts de finale. 
Il annonce mettre un terme à sa carrière à l'issue de la saison 2013-2014.

## Parcours d'entraîneur
- déc. 2016-mai 2017 :  Ethnikos Latsion
- mai 2017-jan. 2019 :  Omónia Aradíppou
- jan. 2019-fév. 2019 :  AE Sparti
- juil. 2019-oct. 2019 :  Anagennisi Derynias
- nov .202-fév. 2021 :  Ermís Aradíppou
- mars 2021-mai 2021 :  Doxa Katokopias
- juil. 2021-juin 2023 :  Énosis Néon Paralímni
- sep. 2023-oct. 2023 :  Karmiótissa FC
- nov. 2023-avr. 2024 :  Ethnikos Achna
- juil. 2024-sep. 2024 :  PAS Lamía 1964 FC
- nov. 2024-jan. 2025 :  AEL Limassol
- depuis juillet 2025 :  Omónia Aradíppou